# ジャパンフリトレー
ジャパンフリトレー株式会社（英: Japan Frito-Lay Ltd.）は、日本国内で「フリトレー」ブランドのスナック菓子を製造・販売する企業である。
フリトレーはアメリカ企業ペプシコのブランドだが、ジャパンフリトレーはペプシコが出資しているカルビーの傘下にある。

## 業務
日本独自の企画やタイアップ商品など新製品も多数販売する。近年では、調味料などの食品メーカーや外食チェーンなどとのコラボレーションにより各種フレーバーの商品を数多く開発し、総合スーパーやコンビニエンスストアでは多種類の商品が販売され、営業販路の拡大につれディスカウントストアなどでセールや特価でも販売される。

## 歴史
- 1957年、日本で最初にポップコーンを製造・販売する会社マイクポップコーン有限会社として設立。
- 1977年、ペプシコと不二家との対等出資により、不二家フリトレー株式会社となる。
- 1990年4月、不二家との合弁事業提携を解消し、ペプシコの100%出資子会社となる。
- 2009年7月、ペプシコとカルビーの業務及び資本提携に伴い、カルビーの完全子会社になる。

## 事業所
- 本社‐茨城県古河市北利根14-2　（北利根工業団地）
- 東京本部‐東京都千代田区丸の内1-8-3 丸の内トラストタワー本館22階

## 主な商品

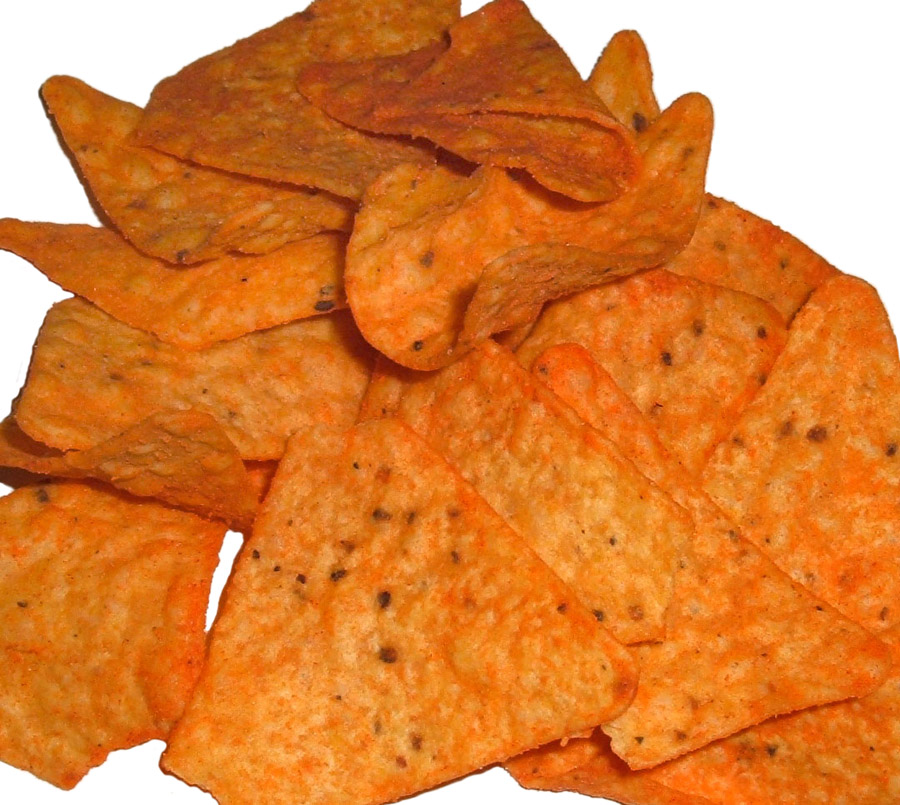
ドリトス

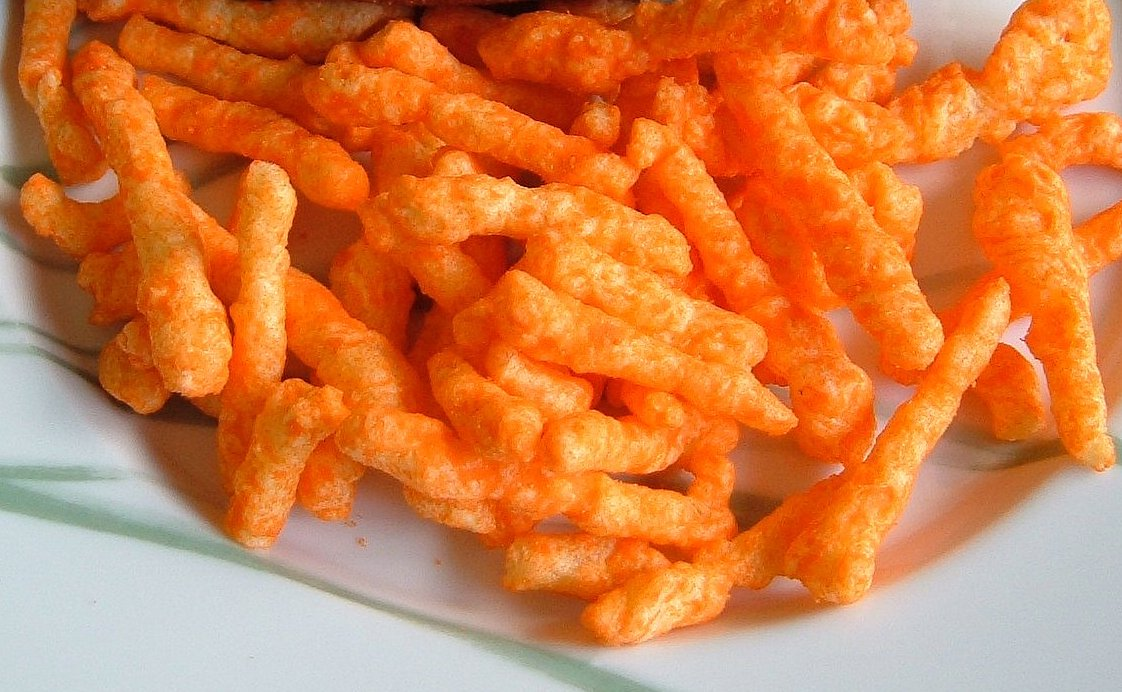
チートス

- マイク・ポップコーン ‐ 1957年に日本初の袋入りポップコーンとして発売。バターしょうゆ味が代表的。2009年・2010年モンドセレクション受賞。
- チートス（英語版） ‐ バーベキュー味、チーズ味が代表的で、10%増量キャンペーン施策が度々行なわれる。米国で1948年発売。日本では1975年発売。
- ドリトス ‐ 袋入りのトルティーヤ・チップス。メキシカンタコス味、ナチョチーズ味が代表的。1966年に米国で発売。日本では1987年発売。
- 元祖たこ焼き亭 ‐ 一口サイズの球体状でふんわりサクッとした食感のコーンスナック。1981年発売。
- 激辛マニア ‐ 2006年にハバネロをふんだんに用いたリング状のコーンスナックとして発売したが2013年[2]に中止。2016年にチートスの関連商品として復活[3]。2017年にはハバネロとアカハチをブレンドした新商品が発売された。
- ドラゴンポテト ‐ ドラゴンをイメージした渦巻き状のポテトスナック。2018年発売。
- レイズ (スナック菓子)

## 主なタイアップ
- ペプシコのキャンペーンとして、フリトレーのスナック製品にキャラクターチップを同梱する「メガタゾ」付プレゼントキャンペーンを1996年頃実施[4]。
- 築地銀だことのコラボレーションにより、たこ焼きスナック「築地銀だこ」（80グラム）シリーズを2001年8月に発売し、2003年1月迄にシリーズ6種類を販売。
- 横浜港開港150周年記念イベント「横浜開国博Y150」とのコラボレーションにより、コーンスナック「横浜エビチリ味」を神奈川県内のローソンで2009年5月11日から期間限定発売。
- 函館港開港150周年記念イベント「ハコダテ150」とのコラボレーションにより、コーンスナック「函館ラーメン味」を2009年5月11日から期間限定発売。
- PIZZA-LA（ピザーラ）とのコラボレーションにより、「ドリトス　PIZZA-LA　ニュースパイシーイタリアーナ味」を2009年9月21日からコンビニエンスストア限定で発売。
- 東洋水産（マルちゃん）とのコラボレーションにより、マルちゃん赤いきつねと緑のたぬき味（赤いきつねコーンチップス、緑のたぬきコーンスナック）を販売。
- かどや香ばしらー油味（かどや製油とのコラボレーション）
- おとなのふりかけ本かつお味コーンチップス（永谷園とのコラボレーション）
- Q・B・Bチーズ味コーンスナック（六甲バターとのコラボレーション）
- 笑笑（わらわら）
- 機動戦士ガンダム
- ヱヴァンゲリヲン新劇場版
- メタルギアソリッド　ピースウォーカーとのコラボレーションにより、ドリトスがゲーム内アイテムとして登場。
- ペプシコーラとのコラボレーションにより、シュワシュワ コーラ味コーンスナックを2013年7月1日より期間限定で販売（同年10月末までの期間限定商品）。
- TOHOシネマズでは2014年8月1日よりマイク・ポップコーンとのコラボレーション商品「シネマイク・ポップコーン」の販売を開始。

## 関連企業
- PepsiCo, Inc. （英語）ペプシコインク ※アメリカのフリトレー親会社。